# Гуидак
Гуидак (англ. geoduck, gweduck — гастрономическое название съедобных брюхоногих морских двустворчатых моллюсков из семейства Hiatellidae массой до 1,5 кг: лат. Panopea generosa, лат. Panopea japonica (панопея японская). В Японии этих моллюсков называют «муругаи».

## Строение
Panopea generosa — крупные моллюски, достигающие массы тела 1,5 кг, с длиной сифона до 1 м и сравнительно небольшой, до 20 см в диаметре хрупкой раковиной. Этот вид распространён у западного побережья США, он является самым крупным известным роющим моллюском.
У Panopea japonica крупная раковина вытянутой прямоугольной формы с заметными неравномерными линиями нарастания.  Снаружи она покрыта тонким желтовато-серым периостракумом. Между сомкнутыми створками раковины имеются зияния спереди и сзади, зияние в задней части заметно больше.

## Распространение
Вид лат. Panopea japonica распространён в Японском море от Восточно-Корейского залива до залива Петра Великого, встречается в Татарском проливе Японского моря и на западном побережье Сахалина, в Анивском заливе Охотского моря, вдоль побережья Хоккайдо и у Южных Курил на мелководье, как в воде с нормальной соленостью, так и в распреснённой воде вблизи устьев рек. Этот субтропический вид обитает в сублиторали на глубинах до 40 м, встречается обычно в илистых и илисто-песчаных грунтах, реже — в илисто-гравийных или песчаных, закапывается в грунт на глубину более 50 см.
Вид Panopea generosa распространён у западного побережья США.

## Этимология названия
В английский язык название моллюска «geoduck» или «gweduck» заимствовано в конце XIX века из языка коренных американцев племени нискуалли, в котором оно означает «глубоко копающий».

## Биология
Оплодотворение у гуидаков наружное. За свою жизнь самки выбрасывают в воду ориентировочно пять миллиардов яиц.
Продолжительность жизни моллюсков американского вида достигает 168 лет.

## Хозяйственное значение
Гуидак употребляют в пищу в США, Японии, Тайване и Гонконге, для блюд используют сифоны моллюска.
Вид Panopea japonica пользуется спросом на рынках Юго-восточной Азии, вид Panopea generosa — в США, Японии, Гонконге, Тайване. Промысловые скопления моллюска отсутствуют, есть потребность в его разведении.

## Кулинария
Мясо гуидака довольно жёсткое. В кухне США его куски обычно отбивают и подают в обжареном виде. В Японской кухне его нередко едят сырым — делают из него сашими. Также из него в азиатской кухне делают суп.

## След в культуре
В Японии есть поверье, что гуидак имеет свойства афродизиака — якобы усиливает половое влечение.